# Стадион Гоце Делчев
Стадион Гоце Делчев је фудбалски стадион у Прилепу, Северна Македонија. Укупан капацитет је око 15.000 гледалаца, од тога је око 6.000 седећих места. Добио је име по револуционару Гоце Делчеву.
На њему своје домаће утакмице играју ФК Победа Прилеп и ФК 11 октомври. Стадион се користи као алтернативни домаћи терен А репрезентације Македоније уместо Арене Филип II Македонски. Био је домаћин финала Купа Македоније у сезони 2010/11.